# Josep Tramulles
Josep Tramulles o Tremulles (Vilafranca del Penedès, 1603 – ?) fou membre d'una de les famílies més importants d'escultors de la seva època, juntament amb el seu germà Llàtzer Tramulles i el seu pare Antoni Tramulles, entre d'altres. Amb taller propi el trobem treballant a Santa Coloma de Queralt, Valls, La Geltrú o a Girona, i és reconegut per la seva obra més important, el retaule major de Santes Creus, on hi desenvolupà la tipologia del retaule unificat, molt influent en tot l'art català posterior.

## Biografia
Josep Tramulles és part d'una de les nissagues més destacades d'escultors, del mateix cognom, que treballaren a Catalunya durant el segle xvii i els primers del xviii. El pare, Antoni Tramulles I (1575–1640), natural de Girona i establert a Vilafranca del Penedès, i els seus tres germans (Llàtzer i dos de nom Antoni), formaren la primera i segona generació d'artistes. Josep apareix documentat al seu bateig amb els noms de Jordi Josep i Ramon el 23 de juny de 1603 a Vilafranca, i fou aquí on inicià, al taller familiar, l'ensenyança com a escultor. No se sap amb certesa el moment en què els Tramulles abandonaren la vila per instal·lar-se a Riudecanyes, següent emplaçament de la casa i el taller, on el 1621 el pare es comprometé amb la contractació del retaule major de l'església parroquial. En tot cas, és segur que, com a mínim, residiren a Vilafranca entre els anys 1599 i 1614. Finalment, trobem a Josep amb la maduresa suficient a Mont-roig, on el taller contractà el retaule major de l'església parroquial de Sant Miquel, i en el document del qual (1629), apareix una clàusula per la qual els dos fills Josep i Llàtzer adquireixin els mateixos compromisos que el progenitor, fet que en demostra el nivell assolit.
El 1635 Josep s'independitzà del taller familiar per fundar-ne un de propi i començà a treballar en el retaule major de la parròquia de Santa Maria, a Santa Coloma de Queralt, on residí fins a l'any 1638. A partir d'aquí i fins al 1643, pare i fills es retrobaren per dur a terme la gran obra del retaule major de la parròquia de Sant Joan de Valls. Del 1644 al 1647 es pot considerar el període de plena maduresa de l'escultor, i de quan en coneixem més treballs. La mort del seu pare al 1640 i la marxa del seu germà Llàtzer a Perpinyà, podrien ser motius suficients pel que el portaren a instal·lar-se a la ciutat comtal, on contractaria les tres grans obres que en conservem: el retaule del Roser de la parròquia de Sant Cebrià de Tiana (1645–1655), el retaule major de Santa Maria de la Geltrú de la parròquia de Santa Maria de la Geltrú (1645–1655) i el retaule major del monestir de Santes Creus (1647–1651). L'any 1655 retorna a Valls per reprendre’n parts del retaule no acabades i encara el trobem allà al 1662. La darrera notícia que en tenim és del 28 de novembre de 1664 en un desplaçament que feu a Vilafranca, i on consta que Josep Tramulles residia a Barcelona.

## Obra

### Primers anys: l'escultor a Santa Coloma de Queralt (1635–1637)
Durant els segles xvii i xviii, gràcies als preceptes sorgits del Concili de Trento (1563), els temples litúrgics del Principat veieren la necessitat de renovar gran part dels objectes i retaules. Aquesta idea de modernització i canvi fou el que portà a Santa Coloma de Queralt (Conca de Barberà), sobretot durant els primers del xvii, a contractar noves obres: algunes d'elles a l'escultor Josep Tramulles, que s'instal·là a la ciutat l'any 1635 i hi treballaria durant dos anys.

#### El retaule major de l'església parroquial
Ens consta que la universitat de Santa Coloma havia decidit construir un nou retaule major l'any 1632, però que no seria fins tres anys més tard, al 1635, que es començaria amb la construcció pròpiament dita. El 15 de juliol d'aquest mateix any, un document vincula Josep Tramulles amb el retaule: es tracta d'un pagament notariat de 50 lliures per motiu de la realització de l'escultura del retaule, entre els preveres i l'escultor, en el qual s'hi conserva la seva única firma autògrafa fins ara coneguda. Malauradament, no s'ha trobat el contracte com a tal, que hauria resultat d'un gran valor, al tractar-se d'una obra desapareguda.
En aquest sentit, caldrà avançar una trentena d'anys per trobar-ne una descripció: en el llibre de visites pastorals del bisbat de Vic del 1660 s'hi descriuen breument els retaules i les seves relacions en la parròquia i se n'esmenten els trets més destacables de la decoració, la dauradura i la pintura; també si són moderns o antics. Així doncs, sobre el retaule que ens ocupa se'ns diu: «las gradas estan adornadas de moltas figuras de sants, totas las quals, ab las demés cosas y adornos de la iglesia estaran especificadas ab lo memorial farà la reverent comunitat, et etcetera. Lo retaula gran a la moderna fet com lo de Santa Maria del Mar de Barcelona…». El memorial que s'esmenta no s'ha trobat, però se'n poden extreure deduccions interessants. J. Vicente Ibàñez creu que el fet que no s'esmenti la dauradura o la pintura fa pensar que en la data de la visita ja havia estat pintada i daurada, altrament s'hauria destacat com a característica negativa. Per altra banda, sembla clar que es tractaria d'un retaule imponent, carregat de figures i de grans dimensions, i tal com se'ns diu, com el de Santa Maria del Mar. De fet, Martinell, a partir d'una descripció del retaule de l'església barcelonina, apuntà la possibilitat que aquest últim fos similar al de Santa Maria de la Geltrú o al de Santes Creus, tots dos obra també de Josep. Ibàñez, emperò, assenyala el retaule de Valls com el més proper formalment al desaparegut de Santa Coloma.

#### Altres treballs
S'han trobat documentades tres obres menors de Josep Tramulles fets durant la seva etapa a Santa Coloma: el retaule de la confraria del Santíssim nom de Jesús de Biure de Gaià, el retaule de Sant Antoni de Pàdua al monestir de Sant Francesc de Reus, i quatre evangelistes per les portes d'un oratori. Cap de les tres conservada i aquesta última d'atribució molt poc clara.
El primer era un petit retaule per a la confraria del Santíssim nom de Jesús de Biure de Gaià, una vil·la propera a Santa Coloma. Al contracte del treball, signat el dia 7 d'agost de 1636, Josep Tramulles es compromet a fer la part de fusteria i arquitectura del petit retaule (de deu palms d'alçada per vuit d'ample), amb dos pisos rematats amb un frontó. Al primer pis, tres fornícules separades per columnes, la central amb una nova escultura feta per Josep i les restants espai per d'altres que confraria ja tenia; al damunt, un segon pis amb un plafó central i polseres a banda i banda; finalment, un frontó amb un nen jesús petit a càrrec de l'escultor. Al contracte també hi consta que es pagarien 18 lliures en dues pagues, però amb la possibilitat de commutar-ne una part en espècies: es permetia a l'escultor tallar un àlber dels que hi havia a l'horta de la localitat, arbre que donava una de les fustes més usades en la fabricació de retaules.
El retaule de Sant Antoni de Pàdua de l'església del monestir de Sant Francesc de Reus, que devia haver contractat uns anys abans. Se n'ha conservat una definició de comptes del 16 de maig del 1637, on es reconeix una paga de 50 lliures al fuster i arquitecte Pere Torruella per part de l'escultor, el qual havia contractat l'estructura arquitectònica del retaule per 60 lliures. Segons Ibàñez, tot fa pensar que mentre aquest va contractar la totalitat de l'obra per posteriorment subcontractar la part de la fusteria. Aquesta pràctica era habitual a l'època i Josep ho va fer sovint.
Finalment, esmentar la relació documentada de l'escultor amb una obra de Santa Coloma ja en època posterior, concretament el dia 19 d'octubre de 1644: un atorgament de poders que el daurador de Barcelona Gabriel Adrià feu a favor de Josep Tramulles, perquè cobrés set lliures que se li devien d'un total de dotze per daurar i estofar quatre evangelistes que li havia encarregat el prevere de l'església parroquial de Santa Coloma, Magí Mulet. En qualsevol cas, aquesta referència és molt vague i no prova la seva intervenció en l'obra, tot i que tampoc es descarta.

### El retaule major de Valls

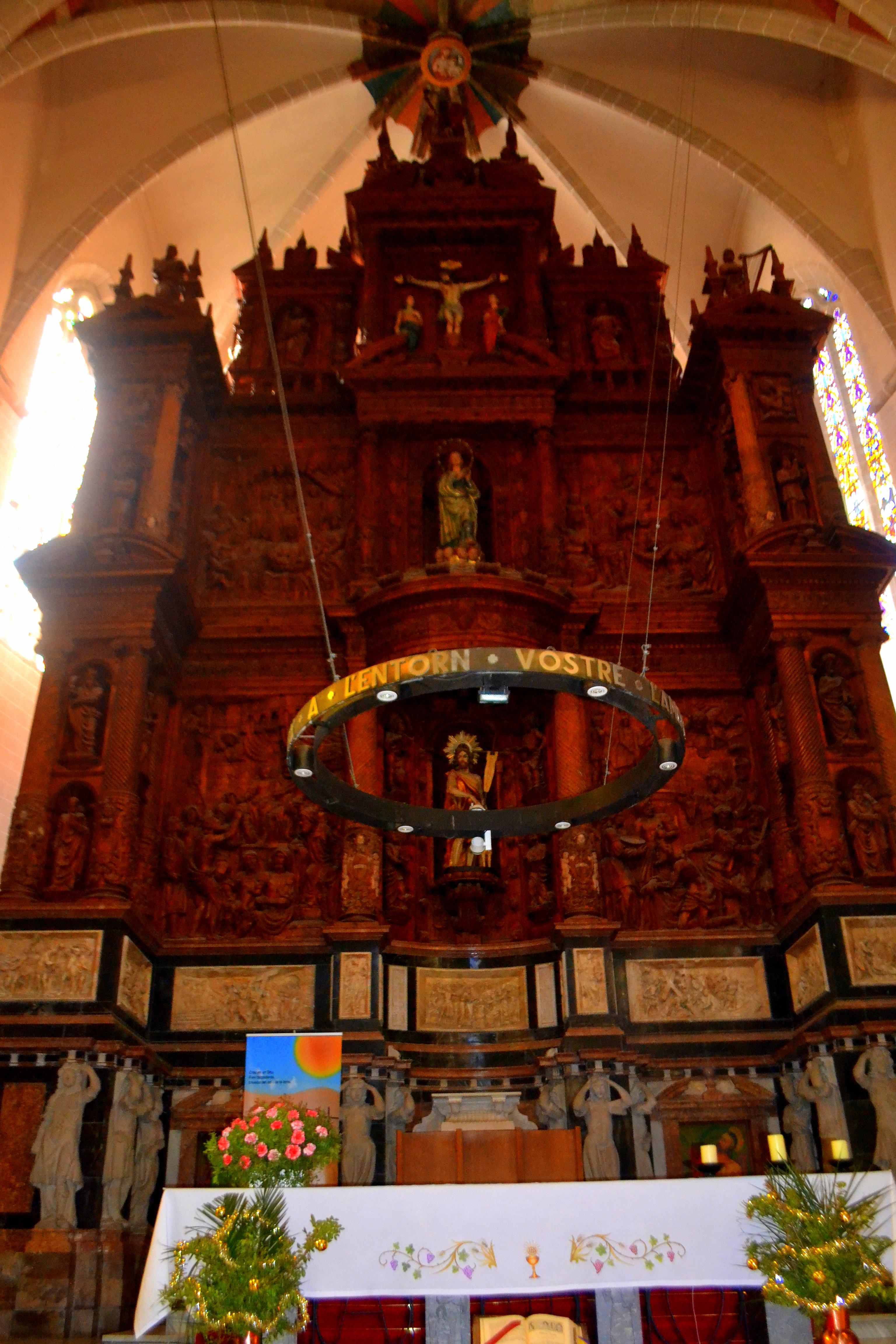
Retaule de l'església de Sant Joan de Valls.

Després de la seva estada a Santa Coloma, Josep Tramulles es retrobà amb el taller familiar per treballar amb el seu germà Llàtzer i el seu pare Antoni en el retaule major de Sant Joan, a la parròquia de Sant Joan de Valls. Es va destruir durant la guerra civil, però se'n conserven fotografies anteriors a 1936. Es tractava d'un retaule d'una gran magnificència, que va unir els noms d'Agustí Pujol, el qual feu les cariàtides del basament (1614); del mestre Onofre amb els alts relleus del sòcol (1618); i finalment el dels germans Tramulles a la resta de la peça, que contractaren l'any 1639. La partida a Perpinyà per part de Llàtzer, però, deixà finalment únicament a Josep la realització del treball. En ell s'hi poden veure totes les categories estilístiques de l'escultor: figures de gran expressivitat i de cànon curt, tal com les de Santes Creus; o també les estries helicoidals en sentit convergent, que preludien la columna salomònica que s'esdevindria més endavant. Estructuralment, constava de tres cossos rematats amb un frontó, tot plegat des d'un gran equilibri entre les parts, en què el carrer central i les extremes mantenen la mateixa importància. La densa ornamentació i la dilatació es pot dir que ja encaminen clarament cap a la tipologia plenament barroca. El retaule s'acabà l'any 1660 (havia estat interromput el 1641), i sabem que la universitat de Valls va reconèixer la gran feina de Josep Tramulles. No se'n coneix l'autor de la traça.

### El retaule de Sant Cebrià de Tiana
El retaule de la Mare de Déu del Roser, obra del nostre escultor, es conserva actualment de l'església parroquial de Tiana, però procedeix de l'ermita de l'alegria, antiga església de Sant Cebrià, que fou parròquia de la població fins al canvi d'edifici del segle xix. Com moltes altres obres de caràcter religiós, va patir les hostilitats de la Guerra Civil espanyola (1936–1939): tot i no ser cremat, quedà apilat en un racó i no es va evitar que quedés malmès; després del conflicte es va restaurar. L'any 1971 es localitzaren els documents relatius al retaule, els quals certifiquen, en efecte, que l'obra fou encarregada a Josep Tramulles l'any 1645 i acabada el 1655. Als contractes, es compromet a treballar amb material de qualitat (d'àlber o xiprer) i adequar-se a la traça, realitzada per ell mateix. Finalment, amb motiu del centenari de la nova parròquia, fou restaurat el 1986.
Pel que fa a l'estructura del treball de Sant Cebrià,hi podem distingir les característiques que determinaren les tres etapes evolutives de la retaulística catalana del segle xvii: el primer estadi, en què el retaule apareix subdividit en faixes horitzontals i verticals; el segon, quan la combinació natural d'escultura i pintura en una mateixa obra deixa pas als retaules totalment esculturats i a més, es perd el pla únic, adaptant-se als absis poligonals; i el tercer, introduït per Josep Tramulles (Santes Creus en representa la seva icona), en què la fornícula central s'allarga i trenca l'entaulament. Així doncs, el retaule presenta una estructura reticular amb els cossos extrems avançats, i una preeminència de la fornícula central amb la Mare de Déu del Roser, tot plegat aportant unitat a l'obra.
El retaule està dedicat a la Mare de Déu del Roser, advocació que assolí molta popularitat l'any 1571, quan se li atribueix la victòria de Lepant. De tres pisos, precedits per un ampli sòcol i una predel·la, es destaquen els relleus historiats emmarcats per columnes corínties als extrems. Al centre, per la seva banda, se superposen triples columnes: les del mig, però, estan més avançades respecte el pla de les altres dues. Tot aquest guarisme de columnes fa que, juntament amb el plec dels envans, es formi un joc de llums i ombres molt propi de l'època barroca. Finalment, destacar-ne el guarniment amb caps d‘àngels, decoracions vegetals, i els putti de la part superior del retaule. Sabem, gràcies a la documentació, que tots aquests motius i tipus sorgien dels tractats italians: concretament, consta que Josep s'havia d'adequar al de G. Barozzi di Vignola. Ara bé, no se'n feia una adaptació escrupolosa, sinó més aviat, i sobretot a causa de la tradició artística catalana precedent, es tractava d'una interpretació lliure d'aquestes normes clàssiques en clau ornamental: «els ordres vitruvians, tot i constituir el sistema d'articulació arquitectònic de la retaulística, no són assumits com a complexos gramaticals, són entesos en clau ornamental».

### El retaule major de Santa Maria de la Geltrú

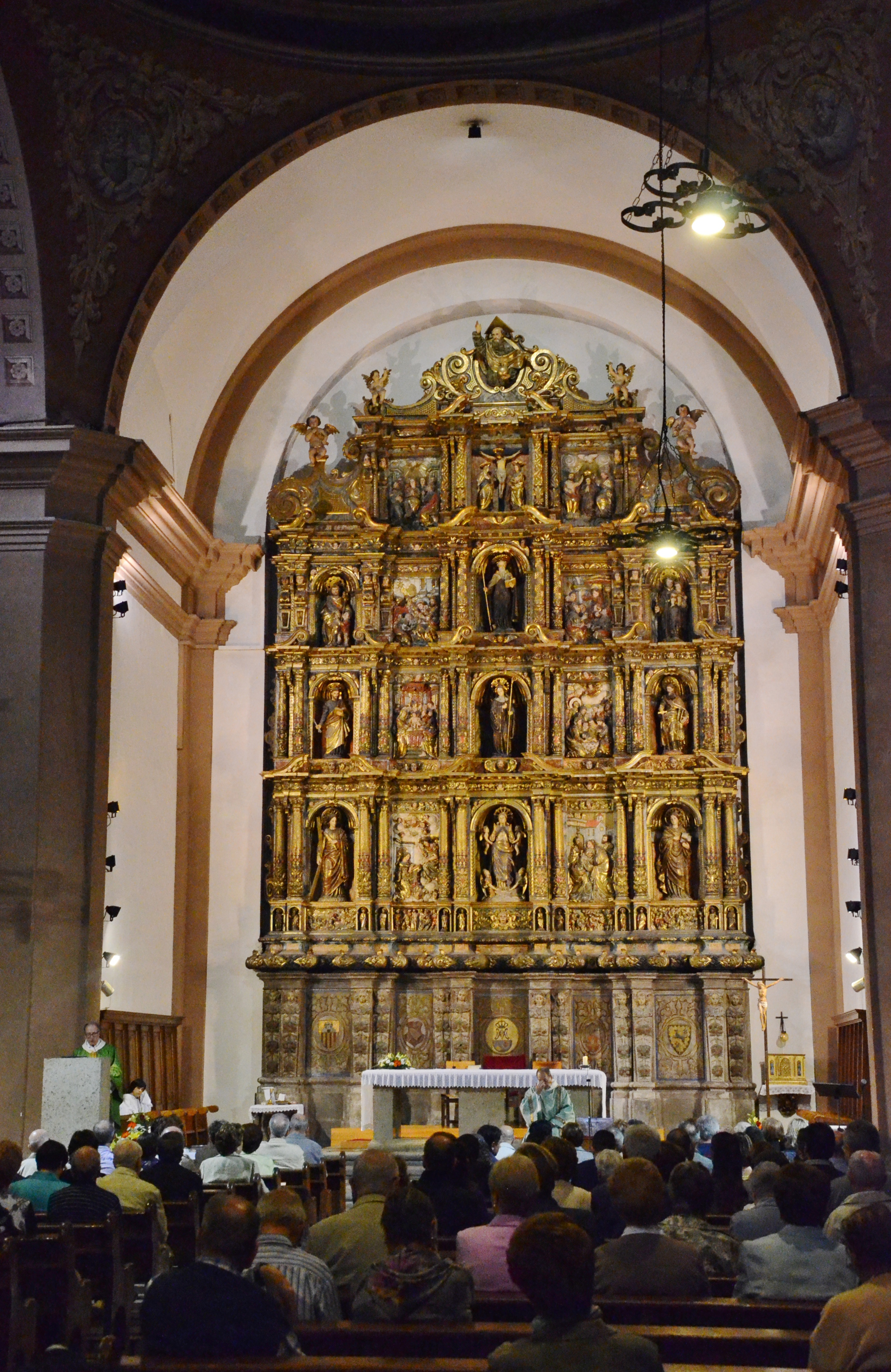
Retaule major de Santa Maria de la Geltrú.

Entre el juny de 1643, quan es deliberà sobre la contractació d'un nou retaule, i el gener de 1645, es formalitzà el contracte per al retaule de l'església parroquial entre els preveres i el fuster de Barcelona Joan Aldabó. Aquest, a la vegada, subcontractaria l'escultor Josep Tramulles. No queda constància del que feu cadascú, però Ibàñez aventura que, mentre Aldabó s'ocuparia de tota la part arquitectònica del retaule i també del seu muntatge final; Josep treballaria amb les escultures exemptes, els relleus de la vida i passió de Crist, i probablement amb els motius decoratius: frisos, fusts o capitells. A més a més, apunta que, ja que «tots els contractes d'obres que va fer Josep Tramulles expliciten la seva condició d'autor de la traça, […]. Això fa pensar que, amb tota probabilitat, l'escultor va ser també l'autor de la traça del retaule de La Geltrú i, per tant, del seu disseny original i primer».
El treball escultural, tal com ja assenyalà Cèsar Martinell sense saber-ne l'autor, és de qualitat desigual: aquesta decreix com més amunt s'emplaça una figura. Així doncs, trobem que les millors peces del conjunt són els relleus de la Passió de Crist que s'ubiquen a la predel·la, figures de gestos complexes i riques en detall; mentre que al tercer pis (amb l'Adoració dels Reis i Jesús al Temple amb els Doctors de la Llei) i al quart (Pentacosta i Coronació de la Verge, que actualment no són les originals) són de figures desproporcionades i manca de moviment i expressió. La qualitat decreix progressivament en alçada. Ibàñez, contrari a la idea que siguin obra de diferents escultors, proposa una explicació amb motiu econòmic: la quantitat que cobrà per a l'obra (487 lliure barcelonines) no és comparable amb la d'altres retaules que estava fent (1000 per al de Tiana o 1500 per Santes Creus). Un petit pressupost, doncs, enfront de les dimensions del conjunt, i això va portar-lo a posar més esmerç en aquelles imatges de més visibilitat per a l'espectador, que són les de més avall, en un espai sense llum artificial. En tot cas, si es comparen escenes del retaule geltrudenc amb escenes del mateix motiu a Santes Creus o a Tiana, veurem que són pràcticament idèntiques: segurament es tracta dels models propietats de Josep Tramulles, models que eren propietats dels tallers i que tradicionalment passaven de pares a fills. És, doncs, una obra del nostre escultor, i un dels exemples conservats més importants de la retaulística catalana del segle xvii.

### El retaule major de Santes Creus

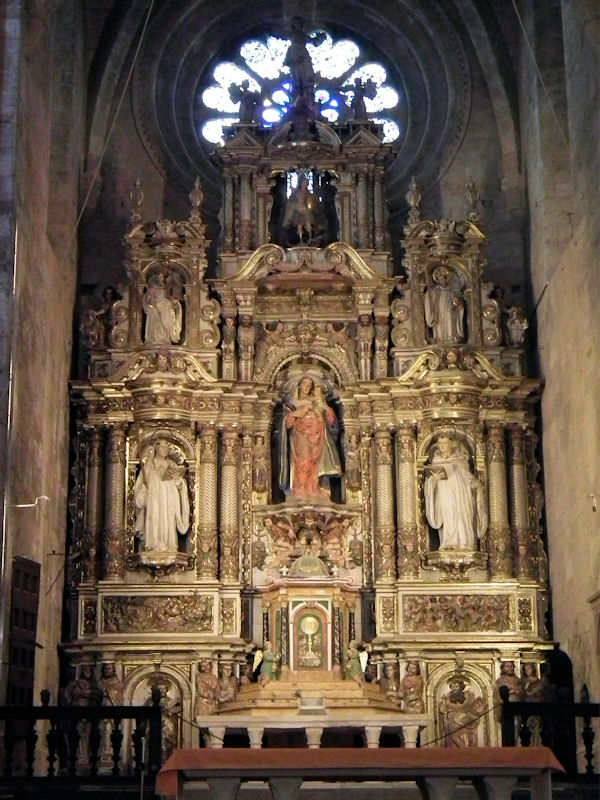
Retaule major de l'església del Monestir de Santes Creus.

L'any 1647 el monestir encarregava a Josep Tramulles la construcció d'un nou retaule major per a l'església conventual. L'obra marcà una fita en la història de l'art català, i és que es tracta d'un dels primers conjunts conservats en què s'abandonà el model reticular propi del segle anterior en benefici d'un major protagonisme del centre compositiu, en aquest cas amb la fornícula que alberga la imatge de la verge. Així és, el nínxol nuclear es desplaça trencant l'entaulament i interrompent la distribució en faixes horitzontals. L'efecte s'intensifica amb la multiplicació dels plans, resultant en un moviment visual que convergeix al nínxol central. L'organització estructural, doncs, emana cap a un destacament clar d'aquest espai, el fa protagonista de la composició i es posa a disposició de la devoció religiosa. Seran aquests retaules de concepció unitària els que predominaran a partir d'ara i durant tot el segle xviii, abans de la incorporació de motius del rococó.
La lectura del contracte fa pensar que tal innovació estructural no es va deure a la capacitat creativa de l'escultor, sinó a una intervenció de l'abat del monestir, Pere Salla, que explicita les mides que ha de tenir el retaule: «de fer las columnes de dit primer cuerpo, en los espais, tres pasteras repartides i traçades a proporció que vol dit Sr. Abat, que la figura de la Nostra Sra., que és en la pastera del mig, tinga de alçada tretse palms dens la diadema y las dos figuras dels costats vol tinguenonse palms de alçada, y ditaspasteras han de ser adornades y fetes conforme demostra la dita traça». Segons Vicente Ibàñez, això exemplifica la importància que tingueren en l'art sectors no artístics, com és aquest cas en els comitents de l'obra. No seria estrany pensar, doncs, que aquestes innovacions que trencaren el model reticular foren degudes a la interpretació i a l'aplicació de models ja treballats en altres llocs d'Europa, i és que cal tenir en compte que els ordres monàstics eren un flux internacional de idees artístiques i intel·lectuals.
El repertori decoratiu és també interessant. Primerament, al sòcol hi podem observar unes figures integrades als pilars compostes de bust humà i un peu fet a base d'una piràmide invertida, les termes. No era la primera vegada que Josep Tramulles utilitzava el recurs (vegeu el retaule de Tiana), però en aquest cas es nota que les figures estan treballades detingudament. Això portà a Vicente Ibàñez a aventurar que podria tractar-se d'elements simbòlics, tot i no tenir-ne evidències documentals. Així doncs, proposa que, a partir de la influència d'Erasme de Rotterdam, s'adoptarien les termes com a elements sustentadors, alhora indicant la immutabilitat de la fe catòlica i la actitud dels homes davant de Déu. Just damunt del sòcol s'hi representen les escenes de la passió: l'Oració a l'hort de Getsemaní i la Pujada del Calvari. Als pisos superiors hi destaquen figures amb atributs musicals i decoracions fitomòrfiques i també un total de 31 querubins, simbolitzant potser l'expressió del coneixement superior. De les escultures originals, només se'n conserva la central, la de la Verge Maria.

### Període a Girona
Isabel Juan i Casademont documentà l'any 2011 dos retaules fets per Josep Tramulles a la ciutat de Girona. Parlem del retaule de Sant Sebastià de l'antic hospital de Santa Caterina i del retaule del Roser per al Convent de Sant Domènec. A més, queda palès que durant una etapa d'almenys tres anys (1651–1654) hauria viscut a la ciutat natal del seu pare per treballar en el primer retaule.

#### El retaule de Sant Sebastià
El 2 de març de 1652, el Consell General de Girona es debaté sobre el que havia estat una promesa de la ciutat davant de Déu: la construcció d'un retaule com a exvot dedicat a Sant Sebastià, el qual es considerava decisiu en la fi de la pesta patida dos anys abans, al 1650. Tot i el mal moment econòmic que per aquest motiu passava la ciutat, i gràcies a la intervenció del duc, que donà permís per prendre els diners del pot amb el que es pagaven les despeses ocasionades per la guerra, es pogué costejar el retaule. Fou concretament l'1 de juliol de 162 quan Josep Tramulles signà el contracte amb els jurats i comissaris de la ciutat. En aquest document es formalitzà la traça feta pel mateix escultor i s'estipulà l'emplaçament del retaule, una capella de l'antiga església del Carme. Aquesta capella, però, s'enderrocà l'any 1655 per motius estratègics després de la guerra dels segadors i el retaule quedà orfe d'espai. Un any després, per motius desconeguts, consta que l'escultor abandonà el projecte, el qual passà a Felip Alrich. Finalment, el retaule es va col·locar a la capella de l'hospital de Santa Caterina, patint, però, una forta remodelació.
El retaule traçat per Josep Tramulles, es dividia en tres cossos: un primer cos en forma de pedestal de pedra, de sis palms d'altura i amb dos escuts a banda i banda; al damunt, un segon cos amb la imatge de Sant Sebastià com a centre compositiu; i finalment un coronament, amb un Sant Hipòlit central acompanyat per dos minyons sostenint unes tiges i recolzats en una balustrada. Al relleu central, «lo taulo», s'hi representava el martiri del sant flanquejat per dues agrupacions de triples columnes (segurament en helicoidal) amb les respectives contrapilastres projectades al fons. Estructuralment, novament es tracta d'una tipologia trencadora: aquí se substitueix completament l'estructura reticular anterior i s'avança cap un retaule on es dona entera importància i protagonisme a l'escena central.
Al Museu d'Art de Girona hi ha un grup escultòric que presenta el Martiri de Sant Sebastià, un alt relleu en forma de tauló: és anònim i se'n desconeix la procedència original. Juan i Casademont l'atribueix indubtablement a l'escultor: «Si el tema ja ens alerta de la relació iconogràfica, la composició, l'estil dels personatges i els blens dels cabells, etc., delaten clarament la mà del mestre Josep Tramulles al darrere». L'obra mostra l'episodi immediat al martiri, quan l'emperador Dioclecià el pretén lligar al sant a l'arbre, i mentre aquest desvia la mirada cap a amunt, on hi apareixen dos àngels símbols de la providència divina. El gran tauló (14 x 15 pams) és també innovadora: a la manera d'una pala d'altare italiana, aporta una nova perspectiva i estructura a l'art del relleu català.

#### El retaule del Roser de Sant Domènec
Als documents contractuals del treball votiu de Sant Sebastià queda palès que els promotors coneixien bé l'obra de Josep Tramulles. Així és, consta que havia fet una altra feina a la ciutat en dates anteriors: el Retaule del Roser del monestir de Sant Domènec. D'aquest, desaparegut, se'n desconeix el contracte i les dates de construcció. Una bona descripció, però, ens la dona Gaietà Barraquer a Las casas de religiosos en Cataluña: «Su orden arquitectónico es el greco-romano, pues además de la mesa, gradas y sagrario de la exposición de orden compuesto, consta de un gran nicho en el piso alto, un par de columnas del mismo genero compuesto a cada lado, por sobre de las cuales corre una ancha cornisa con dentillones. Termina en alto por medio de un frontón triangular muyrebajado, sobre de cuyo centro se asienta la Santísima Trinidad en medio de un sol o radios. La planta del retablo describe una curva cóncava en su parte delantera. Todo está pulcramente barnizado y dorado». No s'aclareix tampoc si es tractaria d'una obra nova o pel contrari, d'una agregació al retaule anterior, d'Aine Bru. L'any 1936 fou destruït a l'església del mercadal.
Isabel Juan i Casademont ha identificatla fotografia d'una escultura de la Verge del Roser que es conserva a l'Arxiu d'Imatges de l'Ajuntament de Girona: es tractaria, molt probablement, de la talla principal del Retaule del Roser del convent. De trets Tramullescos, la tesi pren força a l'analitzar la descripció que en fa Barraquer i els documents dels Manuals d'Acords de 1652.